# بوی جوی مولیان
قصیده با مطلعِ «بوی جوی مولیان آید همی» سروده‌ای مشهور از رودکی است. طبق روایتی که نظامی عروضی سمرقندی در چهار مقاله آورده‌ است، این شعر در سده چهارم هجری قمری (سده دهم میلادی) برای تشویق امیر نصر دوم سامانی (نصر بن احمد) برای بازگشت به بخارا از هرات سروده شد. 
نظامی ذکر می کند که امیر نصر چهار سال از مرکز حکومت خود یعنی بخارا دور بود. لذا درباریان که‌ از نابه‌سامانی ایجاد شده در امور سیاسی به ستوه آمده بودند، از شاعر نامدار زمانه، رودکی، خواستند که شعری نغز بسراید و امیر را به بازگشت وادارد. رودکی به هرات می‌رود و قصیده‌ای برای امیر می‌خواند که در آن او را را به بخارا و «ریگ آموی» و «جوی مولیان» دعوت می‌کند. امیر چنان منقلب می‌شود که بدون کفش بر اسب تیزروی خود سوار می‌شود و به تاخت به بخارا می‌رود. خدّام شاه چند منزل دورتر به امیر می‌رسند و پای‌پوشش را به او می‌رسانند. درباریان هم به رودکی پنج هزار دینار پاداش می‌دهند.
البتّه برخی مورخان در سال‌های اخیر به صحت داستان میان رودکی و امیر نصر تشکیک ورزیده‌اند. از جمله دلایل ذکر شده این است که تنها راوی آن نظامی است که حدودا ۲۲۰ سال بعد (قرن چهارم تا قرن ششم هجری) این داستان را روایت می‌کند. به علاوه، هیچ‌کدام از دبیران و تاریخ‌نگاران معاصر امیر نصر به غیبت چهار سالهٔ او از بخارا یا حضور چهار ساله‌اش در هرات اشاره نمی‌کنند که با توجّه به اهمیت و مرکزیت هر دو شهر، کثرت منابع تاریخ‌نگارانه و طول زیاد این غیبت، غیر قابل‌ تصوّر است که هیچ منبع معاصری از این حادثه سخنی نگوید. برخی پژوهشگران از جمله سعید نفیسی حتّی به این که امیر نصر دوم سامانی به کل به شهر هرات رفته باشد، شک دارند. شباهت وزنی و محتوایی این شعر به غزل‌ها و قصیده‌هایی از دیگر شعرا (از جمله مولانا و امیر معزی) این احتمال را تقویت می‌کند که این شعر، پاره‌ای از فولکلور منطقه خراسان است که دیرزمان‌تر به رودکی نسبت داده شده است.
رسول هادی‌زاده، پژوهشگر و منتقد ادبی معاصر تاجیکستانی، در مقاله‌ای با عنوان «افسانه و حقیقت بوی جوی مولیان» منتشر شده در ۲۰۰۹ میلادی (۱۳۸۸ هجری شمسی) اذعان می‌دارد که این شعر نه برای امیر سامانی، که برای یکی از سرداران او «میر ماکان کاکی» سروده شده است. هادی‌زاده عقیده دارد که در سال ۳۲۳ هجری‌ قمری (۹۳۵ میلادی) در یکی از جنگ‌های امیر نصر دوم سامانی با وشمگیر زیاری در حوالی نیشابور، امیر نصر با چندی از یاران و نزدیکان خود، از جمله رودکی همراه بوده است. امیر سامانی زودتر از باقی دیوانیان به مرکز امارت خود بخارا می‌تازد تا به به رتق و فتق امور کشوری بپردازد؛ امّا چندی از نزدیکان او از جمله رودکی ۷۵ ساله و سردار جنگ و والی نیشابور ماکان کاکی، مشهور به «میر ماکان»، چندی بیشتر در نیشابور می‌مانند و مدّتی بعد به سمت بخارا می‌روند. این پژوهشگر معتقد است که رودکی چندین شعر را که به «راه نشابور» یا «حوالی سرخس» اشاره دارند، در این سفر نیشابور به بخارا سروده است. نهایتاً، او معتقد است که وقتی کاروان به ساحل رودخانه آمودریا (که در چند کیلومتری غرب بخارا قرار دارد) می‌رسد، رودکیِ سالخورده از شادمانی رسیدن به شهر خود این قصیده را می‌سراید؛ و مقصود از «میر» در این شعر، دوست و همسفر او میر ماکان است نه امیر نصر دوم سامانی

## متن شعر
| بوی جوی مولیان آید همی     |  | یاد یار مهربان آید همی      |
| ریگ آموی و درشتی راه او    |  | زیر پایم پرنیان آید همی     |
| آب جیحون از نشاط روی دوست  |  | خنگ ما را تا میان آید همی   |
| ای بخارا! شاد باش و دیر زی |  | میر زی تو شادمان آید همی    |
| میر ماه است و بخارا آسمان  |  | ماه سوی آسمان آید همی       |
| میر سرو است و بخارا بوستان |  | سرو سوی بوستان آید همی      |
| آفرین و مدح سود آید همی    |  | گر به گنج اندر زیان آید همی |

## جستار های وابسته
چنگ رودکی